# 努尔·汗
马利克·努尔·汗·阿万（1923年2月22日—2011年12月15日），巴基斯坦军人、政治家、体育行政官员。曾担任巴基斯坦空军参谋长，从1965年到1969年在阿尤布·汗总统手下服务。
努尔·汗出生于英属印度旁遮普阿托克区的旁遮普阿万部落，1941年从德拉敦的印度皇家军事学院毕业后，在印度皇家空军服役。 他站在英国一边参加了第二次世界大战，并在印巴分治后成为巴基斯坦公民。他在1965年与印度的第二次战争中指挥和领导巴基斯坦空军，在全国范围内享有盛誉，并因代表阿拉伯国家参加六日战争与以色列作战时的空中技巧而闻名。1969年退休后，他开始了他的国家政治生涯，曾在总统叶海亚·汗手下担任西巴基斯坦总督，1970年因和总统的分歧而辞职。
在空军和政界的职业生涯中，努尔·汗在担任巴基斯坦板球、曲棍球和壁球协会主席期间负责国家的体育精神，在那里他介绍了有助于体育表演的运动战术和想法，并在国际场馆获得了关注。 此外，他还游说和推动成立亚洲板球理事会。 努尔·汗因其敏锐的情报和出色的管理技能而受到尊重，这在很大程度上使巴基斯坦军方和他主持的组织受益。